# Sinestro Corps War
Sinestro Corps War (рус. Война Корпуса Синестро) — кроссовер-серия комиксов, опубликованная издательством DC Comics в рамках серий комиксов Green Lantern (рус. Зелёный Фонарь) и Green Lantern Corps (рус. Корпус Зелёных Фонарей). Создана писателями Джеффом Джонсом и Дейвом Гиббонсом совместно с художником Итаном Ван Скивером. Двенадцать частей основного сюжета вышли в период с августа 2007 по февраль 2008 года, а также было выпущено четыре дополнительных выпуска Tales of the Sinestro Corps (рус. Сказания Корпуса Синестро), один спецвыпуск Green Lantern/Sinestro Corps Secret Files (рус. Секретные материалы Зелёных Фонарей/Корпуса Синестро) и выпуск Blue Beetle (рус. Синий жук) №20, который сюжетно не связан с описываемыми событиями, но вышел с пометкой серии.
Сюжет серии сосредоточен вокруг Корпуса Зелёных Фонарей и его главных членов — Хэла Джордана, Джона Стюарта, Кайла Райнера и Гая Гарднера, которые противостоят в развязавшейся войне бывшему Зелёному Фонарю Синестро и его собственному Корпусу, вооружённому жёлтыми кольцами силы, питающимися страхом. Короткая серия Tales of the Green Lantern Corps (рус. Сказания Корпуса Зелёных Фонарей) авторства Алана Мура была тематической основой сюжета кроссовера, но многие персонажи были изменены, убиты, а вскоре возвращены назад.
Отзывы критиков о Sinestro Corps War были большей частью положительны. Многие рецензенты назвали кроссовер «лучшим комиксом года», а первый выпуск в 2008 году получил премию Айснера в номинации «Лучшая работа художника-графика/контурщика». В финансовом плане серия также имела успех, и ряд выпусков выдержал несколько переизданий. Sinestro Corps War является второй частью трилогии в комиксах о Зелёных Фонарях после мини-серии Green Lantern: Rebirth (с англ. — «Зелёный Фонарь: Возрождение»), а также стала подводящей к другой кроссовер-серии — Blackest Night (рус. Темнейшая ночь), вышедшей в 2009 году.

## Сюжет

Становление Кайла Райнера в качестве Параллакса — один из важнейших моментов сюжетной линии.
Страница из Green Lantern Sinestro Corps Special № 1, август 2007 года

Повествование начинается с рассказа о жизни Синестро на планете Квард в Антиматериальной Вселенной после своего поражения во время событий Green Lantern: Rebirth. Там он начинает создавать армию, назвав её Корпус Синестро и выбирая членов на основе их способности «внушать великий страх». Каждый новобранец получал в своё распоряжение жёлтое кольцо силы, аналогичное зелёному кольцу Зелёных Фонарей. Среди союзников Синестро оказались космический паразит Параллакс и воскресший после уничтожения мультивселенной суперзлодей Анти-монитор. После подготовки на Кварде Синестро совершил нападение на планету Оа, штаб-квартиру Корпуса Зелёных Фонарей.
Во время нападения Корпусу Синестро удалось нанести тяжёлые потери Зелёным Фонарям, застав их врасплох, и освободить из плена Фонарей ещё двух потенциальных союзников — Супермен-прайма, одну из альтернативных версий Супермена Кал-Эла, которого стражи держали на Оа после Бесконечного кризиса, и Киборга-Супермена, выдававшего себя за настоящего Супермена. Кроме того, Синестро берёт в плен одного из Зелёных Фонарей, Кайла Райнера, и телепортируется вместе с ним на планету Квард, где ему удаётся удалить из Кайла симбиота Иона — воплощение силы Корпуса Зелёных Фонарей — и сделать Кайла новой оболочкой для Параллакса. Хэл Джордан, Джон Стюарт и Гай Гарднер предпринимают неудачную попытку освободить Кайла с Кварда, в результате чего сами попадают в плен Синестро и его союзников. Эту попытку спасательной операции видят выжившие после первого нападения члены Корпуса Зелёных Фонарей. Они решают покинуть укрытие и разделиться на две группы, одна из которых отправляется подготовить засаду для освобождения Джордана, а вторая успешно спасает Иона. Они присоединяются к первой группе и покидают Антиматериальную Вселенную вместе с бывшими пленниками. Хэл, Джон и Гай отправляются на Землю, чтобы предупредить Лигу Справедливости о воскрешении Анти-монитора.
Во время подготовки второго нападения на Зелёных Фонарей Корпус Синестро узнаёт, что Стражи Вселенной решили переписать священные тексты из Книги Оа, удалив из них все упоминания о пророчестве «Темнейшая ночь», вопреки возражениям двух Стражей — Гансета и Сайда, впоследствии изгнанных из их состава, а также добавив новый закон, разрешающий Зелёным Фонарям использовать силу против владельцев колец, в том числе жёлтых, что было запрещено, так как иных колец, кроме зелёных, не существовало. Когда Зелёные Фонари собираются на Оа для планирования атаки на Корпус Синестро, сам Синестро телепортирует себя и свою центральную батарею силы на Землю, обозначив её своей новой целью. Об этом узнает Хэл, находящийся на Земле вместе с Лигой Справедливости, и отправляется доложить Стражам на Оа.
Во время схваток на Земле Хэлу удаётся освободить Кайла Райнера от влияния Параллакса, после чего Параллакс был заключён бывшими Стражами Гансетом и Сайдом в тюрьму в батарее силы. Позже они раскрывают Хэлу, Джону, Кайлу и Гаю тайну пророчества «Темнейшая ночь» и то, что оно предрекает появление пяти корпусов различных цветов эмоционального спектра силы. Согласно этому пророчеству начнётся Война Света, которая в итоге уничтожит всё живое, и наступит Темнейшая ночь.
На Землю прибывают остальные Стражи Вселенной и назначают новым хозяином Иона Зелёного Фонаря по имени Содам Ят. В длительном бою недалеко от Нью-Йорка Корпус Синестро терпит поражение, ради которого один из Стражей пожертвовал собой, чтобы переместить Супербой-прайма в Антиматериальную Вселенную, а другой Страж получил тяжёлые ранения от Анти-монитора. Хэлу и Кайлу удаётся арестовать Синестро и доставить его в Кост-сити. После окончания схватки Стражи решают удалить упоминания о пророчестве «Темнейшая ночь» из книги Оа. Понимая, что пророчество сбывается, Гансет и Сайд создают голубое кольцо силы, которое подпитывается надеждой, и приступают к созданию своего собственного Корпуса. Анти-монитор, который после кульминации битвы был взорван и отправлен в безвоздушное пространство, оказался на тёмной планете, где он преобразовался в неизвестную доселе Чёрную Батарею Силы, что дало начало событиям «Темнейшей ночи» и появлению первого Чёрного Фонаря.

## Главные персонажи
- Таал Синестро (англ. Thaal Sinestro) — уроженец планеты Коругар из сектора 1417, ренегат Корпуса Зелёных Фонарей, первый владелец жёлтого кольца силы и лидер собственного Корпуса. Способствовал становлению Хэла Джордана в качестве суперзлодея Параллакса в сюжетной линии Emerald Twilight (рус. Изумрудные сумерки).
- Хэл Джордан (англ. Hal Jordan) — лётчик-испытатель, уроженец города Кост-сити, первый землянин, получивший кольцо силы. Во время Изумрудных сумерек с подачи Синестро слился с сущностью по имени Параллакс и уничтожил Корпус Зелёных Фонарей и планету Оа. Во время событий сюжетной линии The Final Night (рус. Последняя ночь) погиб, пожертвовав своей жизнью, чтобы спасти Солнце; воскрес в серии Green Lantern: Rebirth (с англ. — «Зелёный Фонарь: Возрождение») в виде духа искупления Спектра, окончательно освободившись от Параллакса и ступив на путь искупления грехов и начав восстанавливать Оа. Защитник сектора 2814 вместе с Кайлом Райнером.
- Кайл Райнер (англ. Kyle Rayner) — бывший художник из Лос-Анджелеса, получивший кольцо от Стража Вселенной по имени Гансет после событий Изумрудных сумерек, а после уничтожения Корпуса оставшийся единственным Зелёным Фонарём. Один из самых сильных членов Корпуса, обладатель первого кольца, неуязвимого к жёлтому цвету, а также носитель сущности по имени Ион — воплощения воли, которая питает зелёные кольца силы. Защитник сектора 2814 вместе с Джорданом.
- Гай Гарднер (англ. Guy Gardner) — социальный работник из Балтимора, наполовину вулдарианец, должен был получить кольцо от Абин Сура, однако оно досталось Хэлу Джордану. Позже получил кольцо от Стражей Вселенной и стал резервным Зелёным Фонарём, выбранным на замену Джордана. Во время несчастного случая был сбит автомобилем и впал в кому, в результате чего его место занял Джон Стюарт. Выжил после уничтожения Корпуса Хэлом Джорданом/Параллаксом, однако лишился кольца. Вернулся в качестве Зелёного Фонаря во время Green Lantern: Rebirth. Защитник сектора 2814 вместе с Джоном Стюартом.
- Джон Стюарт (англ. John Stewart) — бывший архитектор и военный, был выбран Стражами Вселенной для замены Хэла Джордана вместо Гая Гарднера, который находился в коме. Постоянный член Лиги Справедливости, один из лучших стрелков Корпуса; из-за неудачной шутки стал причиной гибели целой планеты Ксанши и объектом вендетты Фаталити — члена Корпуса Синестро[12]. Защитник сектора 2814 вместе с Гаем Гарднером.
- Анти-монитор (англ. Anti-Monitor) — враг Корпуса Зелёных Фонарей и всей докризисной Мультивселенной; появился миллиарды лет назад после эксперимента Кроны, одного из Стражей Вселенной, вмешавшегося в Большой взрыв, и занял планету, противоположную Оа, — Квард в Антиматериальной вселенной сектора −1. Зависим от своей брони и в случае её деактивации значительно слабеет. Предположительно погиб во время сюжетной линии Crisis on Infinite Earths (с англ. — «Кризис на Бесконечных Землях») после уничтожения Мультивселенной за 25 лет до войны[13], однако вернулся, перестроил свою броню при помощи Охотников за головами и стал «хранителем» Корпуса Синестро.
- Параллакс (англ. Parallax) — паразитирующая космическая сущность, воплощение страха, питающего жёлтые кольца силы. Миллиарды лет был заперт в центральной батарее силы Корпуса Зелёных Фонарей и послужил причиной уязвимости зелёных колец к жёлтому цвету спектра. Был освобождён Синестро во время его заключения в центральной батарее и с его помощью слился с Хэлом Джорданом во время Изумрудных сумерек, уничтожив впоследствии Корпус и всех его членов. Нуждается в организме-хозяине, а потому несколько раз на короткое время объединялся с самим Синестро.
- Киборг Супермен (англ. Cyborg Superman) — бывший астронавт НАСА[14], киборг, выдававший себя за Супермена после его смерти в сюжетной линии The Death of Superman (рус. Смерть Супермена). Вместе с Монгулом уничтожил Кост-сити тремя бомбами, что положило начало Изумрудным сумеркам и потере рассудка Хэлом Джорданом, сделав его уязвимым для Параллакса.
- Стражи Вселенной (англ. Guardians of the Universe) — бессмертные существа, основатели Корпуса Зелёных Фонарей, хранители планеты и Книги законов Оа. Во время Изумрудных сумерек большинство Стражей были уничтожены Хэлом Джорданом/Параллаксом, кроме Гансета, который из осколков центральной батареи силы создал последнее кольцо, доставшееся впоследствии Кайлу Райнеру. После того, как Кайл получил силу Иона, ему удалось возродить Стражей.

## История создания
Основы «Войны Корпуса Синестро» были заложены Аланом Муром в рассказе Tygers (рус. Тигры), который был опубликован в ежегоднике Tales of the Green Lantern Corps Annual #2 в 1986 году. Писатель Джефф Джонс и художник Дэйв Гиббонс включили в кроссовер несколько моментов и персонажей из рассказа Мура — пророчество «Темнейшая ночь», Содама Ята, живой город Ранкс Сентиет, а также Лезли Пона, который упоминается только в рассказе Мура Mogo Doesn’t Socialize (рус. Мого не общается), события которого происходят за 25 лет до войны, а также мельком появляется в выпуске Green Lantern №25.
Впервые кроссовер был анонсирован на Fan Expo Canada в 2006 году, где Джефф Джонс и Итан ван Сивер назвали его «следующим уровнем Возрождения». В том же году Джонс начал работу над сюжетом и к январю 2007 года вместе с Дэйвом Гиббонсом и Питером Томази проработал уже большую часть сюжетной линии. Первоначально название серии было просто «Корпус Синестро», но в процессе создания было добавлено слово «Война». Процесс создания завершился вводным выпуском, который вышел в июне, а затем события чередовались сразу в двух сериях — Green Lantern и Green Lantern Corps вплоть до ноября. После успеха серии DC Comics приняли решение выпустить ещё 4 единичных выпуска Tales of the Sinestro Corps, каждый из которых рассказывал об отдельном персонаже. Стерлинг Гейтс, с которым Джонс познакомился на Fan Expo Canada, был привлечён для написания выпуска о Супербой-прайме (который тогда уже сменил имя на Супермен-прайм), а также для участия в написании спецвыпуска Green Lantern/Sinestro Corps Secret Files (рус. Секретные материалы Зелёных Фонарей/Корпуса Синестро) №1, который также входит в серию.
Создатели «Войны Корпуса Синестро» называют свою работу «Вторая мировая война со всей вселенной». В сентябре 2007 года Джефф Джонс сравнил «Войну Корпуса Синестро» и «Зелёный Фонарь: Возрождение» с оригинальной трилогией «Звёздные войны»: «Возрождение» — как эпизод «Новая Надежда», а «Война» — как эпизод «Империя наносит ответный удар». Художник Айван Рейес, который также участвовал в создании кроссовера, отмечал отсылки к таким фильмам, как «Инопланетянин», франшизе о Хищниках и телесериалу «Альф». В выпуске Green Lantern #25 используется возглас «EEP-AA!», который служит прямой отсылкой к анимационному фильму «Симпсоны в кино», в котором Продавец Комиксов описывает этот возглас как крик «Синестро, бросающего Зелёных Фонарей в чан с кислотой». Уже после окончания кроссовера Джефф Джонс предложил его элементы кроссовера в онлайн-игру DC Universe Online, в создании которой он участвовал вместе с художником Джимом Ли.

## История публикаций

Обложка выпуска Tales of the Sinestro Corps: Cyborg-Superman, декабрь 2007 года

Основной сюжет состоял из одиннадцати частей, которые выпускались в рамках серий Green Lantern и Green Lantern Corps. Также были выпущены четыре дополнительных одиночных выпуска под общим названием Tales of the Sinestro Corps и один выпуск Blue Beetle (рус. Синий жук) №20.
Первая часть под названием Green Lantern: Sinestro Corps Special №1 была выпущена в июне 2007 года. Выпуски со второго по десятый выходили в период с августа по декабрь того же года, чередуясь в двух основных сериях: Green Lantern№21—25 и Green Lantern Corps №14—18, а также включая эпилог в номере Green Lantern №26. В ответ на реакцию фанатов на сюжет кроссовера, содержание выпуска Green Lantern Corps №19 было изменено так, чтобы показать битву между Содамом Ятом и Супербой-праймом. В 2007 году Джефф Джонс объявил, что выход последнего выпуска кроссовера Green Lantern №25 будет отложен на две недели. После завершения сюжета в декабре вышел дополнительный номер Green Lantern/Sinestro Corps Secret Files №1 (рус. Секретные материалы Зелёных Фонарей/Корпуса Синестро), в котором были перечислены все члены Корпуса Зелёных Фонарей и Корпуса Синестро, а также рассказывалось о том, что случилось с ними после завершения войны.
Выпуски кроссовера вышли в двух томах с твёрдым переплётом: первая часть была выпущена в феврале 2008 года, объединив в себе первые пять частей сюжета, а вторая — в июне 2008 года, объединив остальные шесть частей. Также в июне 2008 года вышел выпуск в твёрдом переплете, содержащий дополнения к основным выпускам кроссовера и описание некоторых предшествующих событий.

### Сказания Корпуса Синестро
В дополнение к основному сюжету DC Comics выпустили четыре дополнительных отдельных выпуска под названием Tales of the Sinestro Corps (с англ. — «Сказания Корпуса Синестро») в сентябре, октябре и ноябре 2007 года. После успеха «Войны Корпуса Синестро» все четыре выпуска были выпущены в сборнике в твёрдом переплёте в качестве коллекционного издания. В каждом из четырёх выпусков в центре внимания был один персонаж:
- Tales of the Sinestro Corps: Parallax — Параллакс; автор Рон Мартц, художники Адриан Мело и Марло Алклуза[35][36].
- Tales of the Sinestro Corps: Cyborg Superman — Киборг Супермен; автор Алан Берннет, художник Патрик Блейн и Джейн Лейстейн[37].
- Tales of the Sinestro Corps: Superman-Prime — Супербой-прайм (ранее планировалось сделать выпуск об Анти-мониторе[37]), автор Джефф Джонс и художник Пит Вудс[38]. Также включает в себя дополнительный мини-сюжет Fear is a Baby’s Cry авторства Стерлинга Гейтса и с иллюстрациями Джерри Одвея[39].
- Tales of the Sinestro Corps: Ion — Ион; автор Рон Мартц, художник Майкл Лакомб[40].

## Итоги
Sinestro Corps War в полном объёме представила Корпус Синестро, о котором до этого были только намёки в сюжетной линии One Year Later (рус. Год спустя) и после неё. Сам образ Синестро, ставшего лидером собственного Корпуса, претерпел значительные изменения, а некоторые сравнивали его самого и его команду с Адольфом Гитлером и нацистской Германией. Враг Зелёных Фонарей Супербой-прайм (позже Супермен-прайм), Киборг Супермен и Охотники за головами стали новыми членами Корпуса Синестро, а также Анти-монитор, который восстал после своей смерти в сюжетной линии Crisis on Infinite Earths (с англ. — «Кризис на Бесконечных Землях») в 1986 году, стал «хранителем» Корпуса, а впоследствии во время Темнейшей ночи стал источником появления первой Чёрной Батареи Силы. По ходу сюжета Супербой-прайм был переименован в Супермен-прайма для иллюстрации своего зрелого возраста на момент происходивших событий. Кроме этого, писатель Джефф Джонс упоминал начавшийся спор по поводу законности использования имени Супербой, что стало ещё одной причиной переименования персонажа.
Некоторые изменения также коснулись и других персонажей сюжета. Роль Иона перешла от Кайла Райнера к Содаму Яту, «одному из сильнейших Зелёных Фонарей во вселенной». Книга Оа была переписана Стражами, куда были добавлены десять новых законов, в первую очередь закон, разрешающий использовать силу против Корпуса Синестро, что ранее было запрещено за неимением прецедентов — существ, владеющих иными кольцами силы, кроме зелёных, просто не существовало. Символическое восстановление Кост-сити, которое должно было дать начало пути к восстановлению Хэла Джордана и искуплению его грехов, было запущено Джеффом Джонсом в рамках основной серии Green Lantern в сюжете The City Without Fear (рус. Город без страха). Во втором томе коллекционного издания выяснилось, что первоначальным планом создателей было сделать Джона Стюарта и Гая Гарднера одержимыми Параллаксом, и даже присутствует несколько набросков их противостояния Хэлу Джордану, однако уже во время написания сюжета Джефф Джонс решил изменить Стюарта и Гарднера на Райнера, посчитав это не менее интересным ходом.
Выпуск Green Lantern №25 расширил понятие «эмоционального спектра силы». Появилось пять новых цветов, действующих по принципу зелёного и жёлтого цветов в Корпусе Зелёных Фонарей и Корпусе Синестро соответственно. Каждый новый корпус извлекал силу из определенной эмоции, которая соответствовала их цвету спектра: красный — ярость, оранжевый — жадность, жёлтый — страх, зелёный — воля, голубой — надежда, синий — сострадание, фиолетовый — любовь. Два бывших Стража Вселенной Гансет и Сайд, которые были исключены из их состава во время Войны, положили начало Корпусу Голубых Фонарей, взяв за основу голубую эмоцию — надежду. Позже Анти-монитор стал источником питания для восьмого цвета, чёрного, который использовал Корпус Чёрных Фонарей. Чёрный цвет — смерть и «отсутствие человеческих чувств и эмоций». Это заложило основу для следующего кроссовера 2009 года Blackest Night (рус. Темнейшая ночь), намёки на который создатели делали ещё с 2007 года.

## Выход

### Продажи
Sinestro Corps War оказалась одной из самых удачных серий в рамках комиксов о Зелёных Фонарях. Первый выпуск серии — Green Lantern: Sinestro Corps Special №1 — был продан за один день, а позже перепечатан для дополнительной продажи. Продажи серии выросли в четыре раза с учётом всех переизданий, каждый из которых включал новый вариант обложки от художника Итана ван Сивера. К августу было продано более 89 000 копий, 36 % которых были необычно большим числом повторных заказов. Первые четыре части сюжета Green Lantern №21—22 и Green Lantern Corps №14—15 были выпущены и проданы в июле — августе 2007 года. Выпуск Green Lantern Corps №14 позже был перепечатан второй раз, а потом и третий. Выпуски Green Lantern №23 и Tales of the Sinestro Corps: Parallax №1 также позже были отправлены на вторую печать в связи с растущим спросом. В результате добавления номера Blue Beetle №20 его продажи были значительно выше, чем в собственной серии комиксов, и в общей сложности выросли на 75 % по сравнению с предыдущим месяцем.

### Реакция
Критики оценили кроссовер в большей мере положительно. Рецензенты новостного сайта IGN отзывались о Sinestro Corps War как о «хите», «абсолютно феноменальном комиксе», «выдающемся достижении» и «лучшем событии [вселенной] DC за многие годы». История, в которой рассказывается о «гротескных инопланетянах с зелёными и жёлтыми кольцами», была названа очень реалистичной. Green Lantern №25, один из заключительных выпусков кроссовера, был оценён в 9,6 балла из 10 с пометкой «Потрясающе». Также IGN включили кроссовер в список лучших комиксов о Зелёных Фонарях за всю историю.
Когда заходит речь о лучших событиях комиксов, Sinestro Corps War, как правило, включается в этот список. <…> Вы можете не знать имя каждого инопланетянина в сюжете, но можете легко «подсесть» и наслаждаться историей. Спойлер: Это адски эпично.
Сайт Newsarama назвал кроссовер «блокбастером-событием года от DC Comics». Сайт Comic Book Resources включил серию в собственный список лучших изданий 2007 года, а Джеффа Джонса назвал лучшим писателем. Было отмечено, что Sinestro Corps War удалось всего лишь в 11 выпусках донести до читателя столько экшена, приключений и сюжетных поворотов, сколько не получается у многих других историй сделать за намного большее количество выпусков. Кроссовер занял 16 место в списке «100 лучших сюжетных линий комиксов», который был составлен на основе голосов пользователей сайта. Кроме того, сайт выпустил рецензию, озаглавленную как «Война Корпуса Синестро — это то, чем должна быть Мировая война Халка», подразумевая, что необязательно иметь большую огласку, чтобы сделать качественный продукт.
Обозреватель сайта Comic Mix, Ван Дженсен, в своей рецензии на сборник Green Lantern: The Sinestro Corps War Volume Two назвал сюжет кроссовера «достаточно простым», а рисунок Айвана Рейеса показался ему сильной стороной комикса. В качестве одного из недостатков кроссовера назывался разброс сюжетной линии по двум сериям, из-за чего в некоторых моментах теряется нить повествования. Джейми Филбрик отметил то, что благодаря The Sinestro Corps War Джеффу Джонсу удалось поставить Синестро, Супербой-прайма и Киборга-Супермена на вершину списка самых опасных злодеев DC.
Джонс задумывается о глобальных идеях, таких как вечный вопрос целей и средств, природы героизма и зла и опасностей, которые несут эмоции, не давая этим идеям вставать на пути стремительных сражений.
В 2008 году художник Итан Ван Сивер был номинирован на премию Айснера за подготовленный им номер Green Lantern: Sinestro Corps Special №1.
Исполнительный редактор DC Comics Дэн ДиДио назвал кроссовер «без сомнения, лучшим, что DC Comics сделала за 2007 год», и поставил «Войну Корпуса Синестро» в пример всем кроссоверам, выходившим в 2008 году и в последующий период, включая сюжетную линию Final Crisis (рус. Финальный кризис). ДиДио также заявил, что хотел бы увидеть анимационную версию «Войны Корпуса Синестро» и сделать её похожей на фильм «Лига Справедливости: Новый барьер» (англ. Justice League: The New Frontier).

### Хронология выпусков серии
| × | Основной сюжет |

| + | Дополнительные единичные выпуски |

| ~ | Спецвыпуск |

| Часть | Дата выхода     | Оригинальное название                        | Русскоязычное название                               | Выпуск                                           |
| ----- | --------------- | -------------------------------------------- | ---------------------------------------------------- | ------------------------------------------------ |
| I     | август 2007*    | Sinestro Corps Prologue: The Second Rebirth  | Пролог. Корпус Синестро: Второе возрождение          | Green Lantern Sinestro Corps Special № 1         |
| II    | сентябрь 2007** | Fear & Loathing                              | Страх и ненависть                                    | Green Lantern vol. 4, № 21                       |
| III   | сентябрь 2007   | The Gathering Storm                          | Грядущая буря                                        | Green Lantern Corps vol. 2, № 14                 |
| IV    | октябрь 2007    | Running Scared                               | Непрерывный страх                                    | Green Lantern vol. 4, № 22                       |
| V     | ноябрь 2007     | Tales of the Sinestro Corps: Parallax        | Сказания Корпуса Синестро: Параллакс                 | Tales of the Sinestro Corps: Parallax № 1        |
| VI    | октябрь 2007    | The Battle of Mogo                           | Битва Мого                                           | Green Lantern Corps vol. 2, № 15                 |
| VII   | ноябрь 2007     | Broken Laws                                  | Разрушенные законы                                   | Green Lantern vol. 4, № 23                       |
| VIII  | ноябрь 2007     | The Battle of Ranx                           | Битва Ранкса                                         | Green Lantern Corps vol. 2, № 16                 |
| IX    | декабрь 2007    | Tales of the Sinestro Corps: Cyborg Superman | Сказания Корпуса Синестро: Киборг Супермен           | Tales of the Sinestro Corps: Cyborg Superman № 1 |
| X     | декабрь 2007    | Home Invasion                                | Вторжение домой                                      | Green Lantern vol. 4, № 24                       |
| XI    | декабрь 2007    | Endgame                                      | Эндшпиль                                             | Green Lantern Corps vol. 2, № 17                 |
| XII   | декабрь 2007    | Tales of the Sinestro Corps: Superman-Prime  | Сказания Корпуса Синестро: Супермен-прайм            | Tales of the Sinestro Corps: Superman-Prime № 1  |
| XIII  | январь 2008     | Hammer to Fall                               | Грянет гром                                          | Green Lantern Corps vol. 2, № 18                 |
| XIV   | январь 2008     | Birth of the Black Lantern                   | Рождение Чёрного Фонаря                              | Green Lantern vol. 4, № 25                       |
| XV    | январь 2008     | Tales of the Sinestro Corps: Ion             | Сказания Корпуса Синестро: Ион                       | Tales of the Sinestro Corps: Ion № 1             |
| XVI   | февраль 2008    | Liberty’s Light                              | Свет свободы                                         | Green Lantern Corps vol. 2, № 19                 |
| XVII  | февраль 2008    | Green Lantern/Sinestro Corps Secret Files    | Секретные материалы Зелёных Фонарей/Корпуса Синестро | Green Lantern/Sinestro Corps Secret Files № 1    |

* Дата на обложке Green Lantern Sinestro Corps Special № 1 указывает, что релиз состоялся в августе, однако фактически выпуск вышел в июле.
** Дата на обложке Green Lantern № 21 указывает, что релиз состоялся в сентябре, однако фактически выпуск вышел в августе.

### Коллекционные издания
- Green Lantern: The Sinestro Corps War (336 страниц, мягкая обложка, сентябрь 2011, ISBN 1-4012-3301-5)
  - Green Lantern: The Sinestro Corps War Volume One (включает выпуски Green Lantern vol. 4 №21—23, Green Lantern Corps vol. 2 №14—15, и материалы из Green Lantern: Sinestro Corps Special №1; 176 страниц, твёрдая обложка, февраль 2008, ISBN 1-4012-1650-1; мягкая обложка, май 2009, ISBN 1-4012-1870-9)
  - Green Lantern: The Sinestro Corps War Volume Two (включает выпуски Green Lantern vol. 4 №24—25 и Green Lantern Corps vol. 2 №16—19, 192 страницы, твёрдая обложка, июль 2008, ISBN 1-4012-1800-8; мягкая обложка, июнь 2009, ISBN 1-4012-2036-3)
- Green Lantern: Tales of the Sinestro Corps (включает выпуски Tales of the Sinestro Corps: Parallax №1, Tales of the Sinestro Corps: Cyborg-Superman №1, Tales of the Sinestro Corps: Superman-Prime № 1, Tales of the Sinestro Corps: Ion №1, Green Lantern/Sinestro Corps Secret Files №1, материалы из Green Lantern: Sinestro Corps Special №1 и Green Lantern vol. 4 №18—20; 200 страниц, твёрдая обложка, июль 2008, ISBN 1-4012-1801-6; мягкая обложка, июнь 2009, ISBN 1-4012-2326-5)